# Svodnice (přítok Kyjovky)
Svodnice je nížinný potok v okrese Břeclav v regionu Podluží, dlouhý asi 18,5 km. 
Pramení v polích na katastru Moravské Nové Vsi a teče zprvu na jihozápad. Protéká Hruškami a západně od Tvrdonic se obrací na severozápad směrem na Břeclav, před níž ale zase uhýbá obloukem k jihu. Zde v ploché polní krajině je do ní svedeno několik struh a potůčků z území Břeclavi, přičemž protéká i katastrem Kostic. Několik posledních km teče Svodnice po hranici lesního komplexu Soutok a jihozápadně od Lanžhota se již jako lužní tok vlévá zprava do Kyjovky.

## Zajímavosti
Podél Svodnice se nacházejí celostátně významná naleziště ropy a plynu, které zde těží podnik Moravské naftové doly. 
V červnu 2021 povodím Svodnice přešlo ničivé jihomoravské tornádo. 